# Spider-Noir
Production
Diffusion
Spider-Noir est une série télévisée américaine développée par Oren Uziel et Steve Lighfoot, basée sur la version alternative du personnage de Spider-Man, Spider-Man Noir, dans le style film noir. Elle est la première série de l'univers Sony's Spider-Man Universe.
Spider-Noir se déroule dans un New York alternatif des années 1930. 

## Synopsis
Un détective privé, vieillissant et malchanceux, est obligé de se débattre avec sa vie passée alors qu'il est le seul et unique super-héros de la ville[réf. nécessaire].

## Distribution

### Acteurs principaux
- Nicolas Cage : Spider-Man Noir
- Lamorne Morris : Robbie Robertson
- Brendan Gleeson
- Li Jun Li
- Abraham Popoola
- Jack Huston
- Karen Rodriguez

### Acteurs récurrents
- Cameron Britton
- Cary Christopher
- Lukas Haas
- Michael Kostroff
- Scott MacArthur
- Joe Massingill
- Whitney Rice
- Amanda Schull
- Amy Aquino
- Andrew Robinson

## Production

### Développement
En février 2023, Variety révèle que Sony et Amazon développent une série basée sur Spider-Man: Noir qui se déroulera dans son propre univers et que le personnage principal ne sera pas Peter Parker. Oren Uziel est nommé show runner du projet, qu'il développe aux côté d'Amy Pascal, Phil Lord et Chris Miller.
En décembre de la même année, le scénariste Steve Lightfoot qui avait travaillé en tant que showrunner sur la série The Punisher est recruté pour servir de co-showrunner au côté de Oren Uziel.
En mai 2024, Prime Video commande la série sous le titre Noir.
En juillet 2024, la série est rebaptisée Spider-Noir pour montrer son appartenance à l'univers de Spider-Man. Cage confirme également que la série comportera huit épisodes.

### Attribution des rôles
En mai 2023 durant la promotion de Spider-Man: Across the Spider-Verse, les producteurs Phil Lord et Chris Miller déclarent que Nicolas Cage pourrait incarner Spider-Noir après avoir prêté sa voix au personnage pour le film Spider-Man: Into the Spider-Verse. En février 2024, Cage confirme qu'il est en discussion pour le rôle principal. En mai de la même année Amazon et Sony confirment le retour de l'acteur.
En juillet 2024, l'acteur Lamorne Morris est choisi pour incarner le journaliste Robbie Robertson. Le même mois, les acteurs Brendan Gleeson, Li Jun Li et Abraham Popoola rejoignent la série.
En septembre 2024, l'acteur Jack Huston rejoint la série dans un rôle régulier. Le même mois, les acteurs Cameron Britton, Cary Christopher, Lukas Haas,Michael Kostroff, Scott MacArthur, Joe Massingill, Whitney Rice et Amanda Schull sont confirmés dans des rôles récurrents, tout comme Karen Rodriguez.
En février 2025, les acteurs Amy Aquino et Andrew Robinson, rejoignent le casting récurrent.

### Tournage
Le tournage débute à Los Angeles mi-août 2024. Les deux premiers épisodes seront réalisés par Harry Bradbeer.

## Diffusion
La série sera d'abord diffusée sur MGM+ puis à l'international sur Prime Video.